# Listeria ivanovii
Listeria ivanovii  è una specie di batterio appartenente alla famiglia delle Listeriaceae. Essa comprende due sottospecie: L. ivanovii subsp. ivanovii (Seeliger et al. 1984) e L. ivanovii subsp. londoniensis (Boerlin et al. 1992).